# Dyckman Street (linea IND Eighth Avenue)
Dyckman Street, in origine Dyckman Street-200th Street, è una fermata della metropolitana di New York situata sulla linea IND Eighth Avenue. Nel 2019 è stata utilizzata da 2 238 372 passeggeri. È servita dalla linea A, attiva 24 ore su 24.

## Storia
La stazione fu aperta il 10 settembre 1932.

## Strutture e impianti
La stazione è sotterranea, ha due banchine laterali e quattro binari, i due esterni sono usati dai treni in servizio e i due interni da quelli diretti al deposito di 207th Street. È posta al di sotto di Broadway e non ha un mezzanino, ognuna delle due banchine ospita infatti un gruppo di tornelli con tre scale che portano nei pressi dell'incrocio con Dyckman Street e Riverside Drive. Le due banchine sono collegate tra di loro da un corridoio posizionato sotto il piano binari.

## Interscambi
La stazione è servita da alcune autolinee gestite da MTA Bus e NYCT Bus.
- Fermata autobus